# Nobreza Napoleônica
A Nobreza Napoleônica, ou Nobreza do Primeiro Império Francês, é o conjunto de pessoas que receberam um título de nobreza durante o Império Napoleônico e o Governo dos Cem Dias, bem como os seus herdeiros, segundo a regra da primogenitura masculina. Napoleão pretendia constituir uma elite estável, saída da Revolução Francesa, com a atribuição de títulos inspirados nos do Ancien Régime, excluindo-se porém os títulos de visconde e marquês, e acrescentando o de príncipe, acompanhados de morgados.
Embora seja chamada de nobreza, não houve um enobrecimento por parte de Napoleão, senão uma distribuição de recompensas sob a forma de títulos. Em 1814, à ocasião da Primeira Restauração, as pessoas que foram condecoradas por Napoleão foram reconhecidas como "nova nobreza" pelo rei Luís XVIII no artigo 71 da Carta Constitucional de 4 junho de 1814.

Grandes armes impériales

## Gênese da nobreza do Império de Napoleão

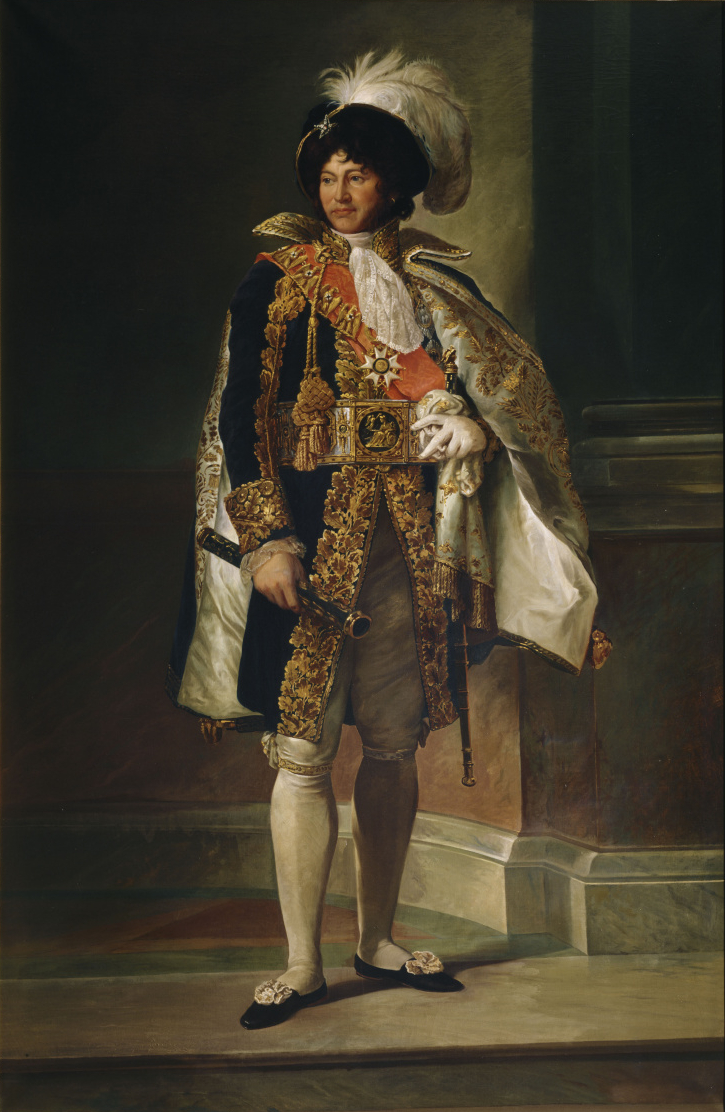
Joachim Murat como príncipe do Primeiro Império, pintado pelo Barão Gérard.

Em 1804, aparecem as primeiras criações de títulos de príncipe na família imperial. Em 1806, são criados títulos de duque; e, em 1808, os de conde, barão e cavaleiro.
Anne Sandrine de Luca, em sua tese de doutorado sobre a história do direito e das instituições, considera que a "nobreza do império é um fenômeno jurídico antes de ser um fenômeno social.". Eis atos legislativos:
- O artigo 3 do senado-consulto do dia 14 de agosto de 1806 atribui ao Imperador a faculdade de outorgar títulos.[5]
- Um decreto do Imperador do dia 1º de março de 1808 confirma a criação de títulos imperiais.[6] Um segundo decreto do mesmo dia organizou a formação de morgados atrelados aos títulos[7] e a criação de um Conselho do Selo dos Títulos encarregado de instruir todas as questões relativas aos títulos e morgados, bem como de selar e expedir as cartas patentes necessárias.[8]

Tais títulos não constituíam uma ordem social, nem dispunham de privilégios. No plano jurídico, a nobreza, enquanto ordem social privilegiada, foi abolida em 1790, exceto pelo morgado (que era necessário para que o título pudesse passar para herdeiros sucessivos). O morgado era um conjunto de bens fundiários ou de rendas imóveis e inalienáveis que produziam uma renda fixa cujo montante era proporcional ao grau de importância do título de distinção. Escapava à partilha de herança, e era transmitido junto com o título, segundo as regras de sucessão de descendência direta e legítima, natural ou adotiva, seguindo a primogenitura masculina..
O decreto de 1º de março de 1808, concernente aos títulos dados pelo imperador, menciona os "títulos" (príncipes, duques, barões e cavaleiros) dados aos "titulares", mas não contém a palavra "nobreza"..

## Composição
A nobreza imperial foi constituí por 22,5% de nobres do Ancien Régime (proporção que chega a até 40% a partir da categoria dos condes), 58% de burgueses e 19,5% oriundos do das classes populares, através do Exército..
Ao todo, cerca de 3.300 títulos foram outorgados em recompensa por bravura militar e serviço civil: 34 príncipes e duques, 417 condes, 1.550 barões e 1.317 cavaleiros.
E. Campardon fez uma Lista dos nobres do Império em 1889, que Jean Tulard publicou com correções em 2003, na obra de título Napoléon et la noblesse d’Empire.

## Hierarquia
| Hierarquia nobiliárquica do Império Napoleônico |       |       |       |          |
| Cavaleiro                                       | Barão | Conde | Duque | Príncipe |

No interior desse grupo, a hierarquia dos títulos outorgados a certos indivíduos em função de seu pertencimento à família imperial, de sua graduação no exército ou de sua carreira administrativa (seja civil ou religiosa) replica a da antiga nobreza:
- O título de príncipe destina-se aos membros da família imperial e a certos ministros de Estado ou marechais;
- O título de duque do Império atribui-se aos principais dignitários, aos ministros de Estado e aos marechais;
- O título de conde do Império, obtido pelos ministros, senadores, arcebispos, conselheiros do Estado e o presidente do Corpo Legislativo;
- O título de barão do Império foi outorgado ao presidente da Corte de Contas, aos abades, aos deputados, prefeitos de 37 "boas cidades" e a numerosos generais;
- O título de cavaleiro do Império é mais baixo da hierarquia. O cavaleiro possuía o primeiro grau de nobreza sem dever, ao mesmo tempo, ser titular da Legião de Honra. De 1808 à 1814, 1.600 títulos de cavaleiro foram criados.

As funções enumeradas permitem uma obtenção como que automática do título. Essa nobreza é sobretudo uma nobreza de serviço, em grande maioria constituída de militares (67,9 %), aos quais se juntavam funcionários (22 %) e nobres do Ancien Régime. Essa nobreza não foi abolida pela seguinte, mas desaparece progressivamente por razões naturais, em razão do grande número de militares que a compunham.

### Príncipes
Além dos membros da Família Imperial — Napoleão II, feito rei de Roma, prince impérial; de os outros príncipes franceses que se beneficiavam de diversos reinos e principados submissos ao Império, que tinham um estatuto jurídico próprio · , e além dos príncipes Grandes Dignitários (cujo título se atrelava à dignidade), distinguem-se duas categorias de príncipes hereditários:
- Os príncipes soberanos, que se tornaram súdidos franceses, mas permaneceram verdadeiros chefes de Estados e receberam um principado vassalo do Império em 1806. São três.
- Os príncipes do Império, beneficiários de títulos de vitória outorgados pelo imperador após expedições militares a quatro marechais.

| Titre                  | Personnalité                           | Date       | Observations |
| ---------------------- | -------------------------------------- | ---------- | --- |
| Príncipe de Neuchâtel  | Louis-Alexandre Berthier               | 30/03/1806 | Príncipe de Wagram em 1809. Principado de Neuchâtel restituído em 1814 a Frederico Guilherme III da Prússia depois da abdicação de Berthier, mas o marechal permaneceu príncipe (de Wagram). |
| Príncipe de Pontecorvo | Jean-Baptiste Jules Bernadotte         | 05/06/1806 | Príncipe herdeiro da Suécia (e súbdito sueco) em 5 de novembro de 1810 por adoção do Rei Carlos XIII da Suécia (ao qual sucederá em 1818 como Rei da Suécia e da Noruega. Seus descendentes ainda reinam na Suécia.). Principado de Pontecorvo foi devolvido a Napolão, que deveria outorgar a soberania ao seu herdeiro Lucien Murat. |
| Príncipe de Benavento  | Charles-Maurice de Talleyrand-Périgord | 05/06/1806 | Príncipe de Talleyrand a 6 de dezembro de 1814 por decreto de Luís XVIII. Principado de Bénévent restituído em 1815 à Santa Sé, mas Talleyrand permaneceu príncipe (entre outros títulos) por causa do decreto de 1814 · . Título de príncipe de Talleyrand extinto com o único titular em 1838.                                       |
| Príncipe de Eckmühl    | Louis Nicolas Davout                   | 15/08/1809 | Extinto com seu filho em 1853. |
| Príncipe de Wagram     | Louis-Alexandre Berthier               | 31/12/1809 | Também príncipe de Neufchâtel até 1814. Título de príncipe de Wagram extinto com seu tataraneto em 1918. |
| Príncipe de Essling    | André Masséna                          | 31/01/1810 | Ainda existe. |
| Príncipe de la Moskowa | Michel Ney                             | 25/03/1813 | Extinto com seu último descendente homem em 1969. |